# Tramvajová trať Skargi–Firlika
Tramvajová trať Skargi–Firlika je částečně dochovaná tramvajová trať ve Štětíně v Polsku, otevřená 23. srpna 1879. Trať začínala u tramvajové vozovny v ulici Skargi a vedla po třídě Polské armády, náměstí Přístavní brána, ulici Wyszyńskieho, Tkacké ulici, Grodzké ulici, náměstí Bílého orla, Staromłyńské ulici, náměstí Hołdu Pruskiego, ulici Matejki, Rooseveltově ulici, třídě Osvobození, ulici Staszica a ulici Plater k dnešní ulici Firlika.
V důsledku druhoválečných škod a odstranění tramvajových kolejí v Centru v roce 1973 je trať zachována jen částečně. Dochoval se úsek od vozovny k náměstí Szarych Szeregów, úsek mezi třídou Polské armády a Přístavní bránou, úsek na náměstí Hołdu Pruskiego a úsek na třídě Osvobození od ulice Kujawské ke kruhovému objezdu Giedroycia.

## Historie

### Vznik a vývoj
Dne 6. března 1879 primátor Štětína Hermann Haken slavnostně zahájil stavbu první trati koněspřežné tramvaje. Dne 23. srpna 1879 vyjely na trať první tramvaje. Elektrifikace začala 4. července 1897 a skončila 26. října 1897. Kolem roku 1900 byla trať prodloužena z konečné zastávky u pivovaru Elysium v ulici Staszica (Grenzstraße) do ulice Firlika (Gießereistraße), kde se napojila na trať směrem na Gocław (Gotzlow).
K prvnímu poškození trati během druhé světové války došlo při náletu na Štětín v noci z 20. na 21. dubna 1943, kdy byly zničeny koleje a trolejové vedení ve Starém Městě.

### Poválečné období
Dne 24. července 1945 byla dokončena rekonstrukce tramvajové trati z třídy Osvobození na náměstí Přístavní brána. Po válečné zkáze nebyly koleje na ulicích Staszica a Plater obnoveny kvůli rozsáhlému zničení obytných a průmyslových budov. Trať na ulici Staszica byla demontována a částečně použita pro stavbu nové trati na ulici Dworcowé. Demontovány byly také tramvajové koleje v zničeném Starém Městě.
Dne 1. prosince 1973 byla z rozhodnutí primátora Jana Stopyry odstraněna trať na třídě Polské armády mezi náměstím Szarych Szeregów a náměstím Vítězství. Uzavřeny byly také koleje na Rooseveltově ulici, čímž se změnila trasa v této oblasti. V roce 1988 byla zahájena rekonstrukce třídy Polské armády na sídlišti Śródmieście-Północ, během níž byly koleje položeny na samostatném drážním tělese. Práce byly dokončeny v roce 1994.

### Plány na znovuotevření úseku Szarych Szeregów – nám. Vítězství
V létě 2015 se konalo referendum ohledně návratu tramvají na úsek třídy Wojska Polskiego od náměstí Szarych Szeregów do náměstí Vítězství. Obyvatelé však v referendu s plánem na obnovení tramvaje nesouhlasili. V lednu 2017 město uspořádalo druhou veřejnou konzultaci, v jejímž rámci měli obyvatelé možnost vybrat si mezi čtyřmi koncepcemi přestavby této třídy. Zvítězila varianta bez tramvají. V květnu 2017 začalo prostředí složené z městských aktivistů sbírat podpisy pod projekt občanského usnesení o obnovení tramvajové dopravy. Dne 5. července 2017 odhlasovala městská rada usnesení o znovuotevření tramvajové trati na centrálním úseku třídy Wojska Polskiego. Z 20 zastupitelů bylo 9 pro, 9 proti a 2 se zdrželi hlasování. Usnesení bylo zamítnuto, což definitivně ukončilo plány na návrat tramvaje do centra.

### Rekonstrukce úseku na třídě Osvobození
Dne 29. května 2021 byla zahájena rekonstrukce vozovky, kolejí a trolejového vedeni na třídě Osvobození. Kvůli pandemii covidu-19 a vypuknutí války na Ukrajině nebyla modernizace dokončena včas. Termín uvedení trati do provozu byl posunut z ledna na konec července 2023.

## Doprava
Na zachovaných úsecích trati jsou vedeny následující linky:
- 1 (úsek Vozovna ulice Skargi – náměstí Szarych Szeregów)
- 2, 7, 8 (úsek náměstí Přístavní brána – ulice Tkacka)
- 1 (úsek náměstí Hołdu Pruskiego)
- 2, 3, 10, 12 (úsek ulice Kujawska – kr. ob. Giedroycia)

## Galerie

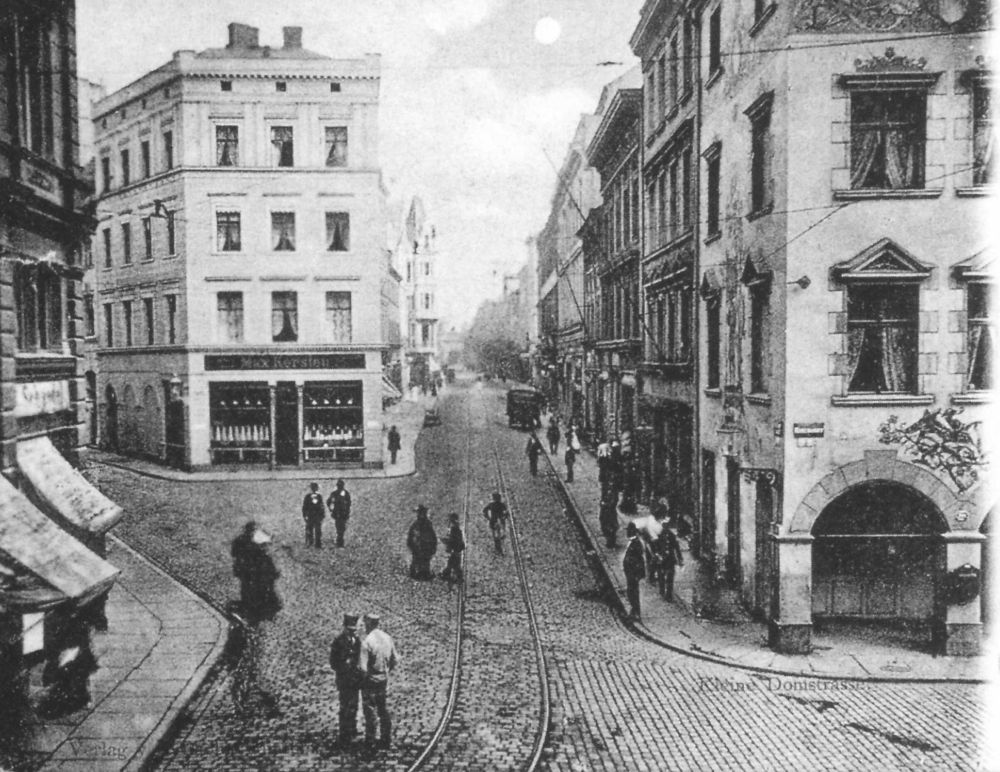
Dnes již neexistující část trati ve Starém Městě na přelomu 19. a 20. století, ulice Mariacka
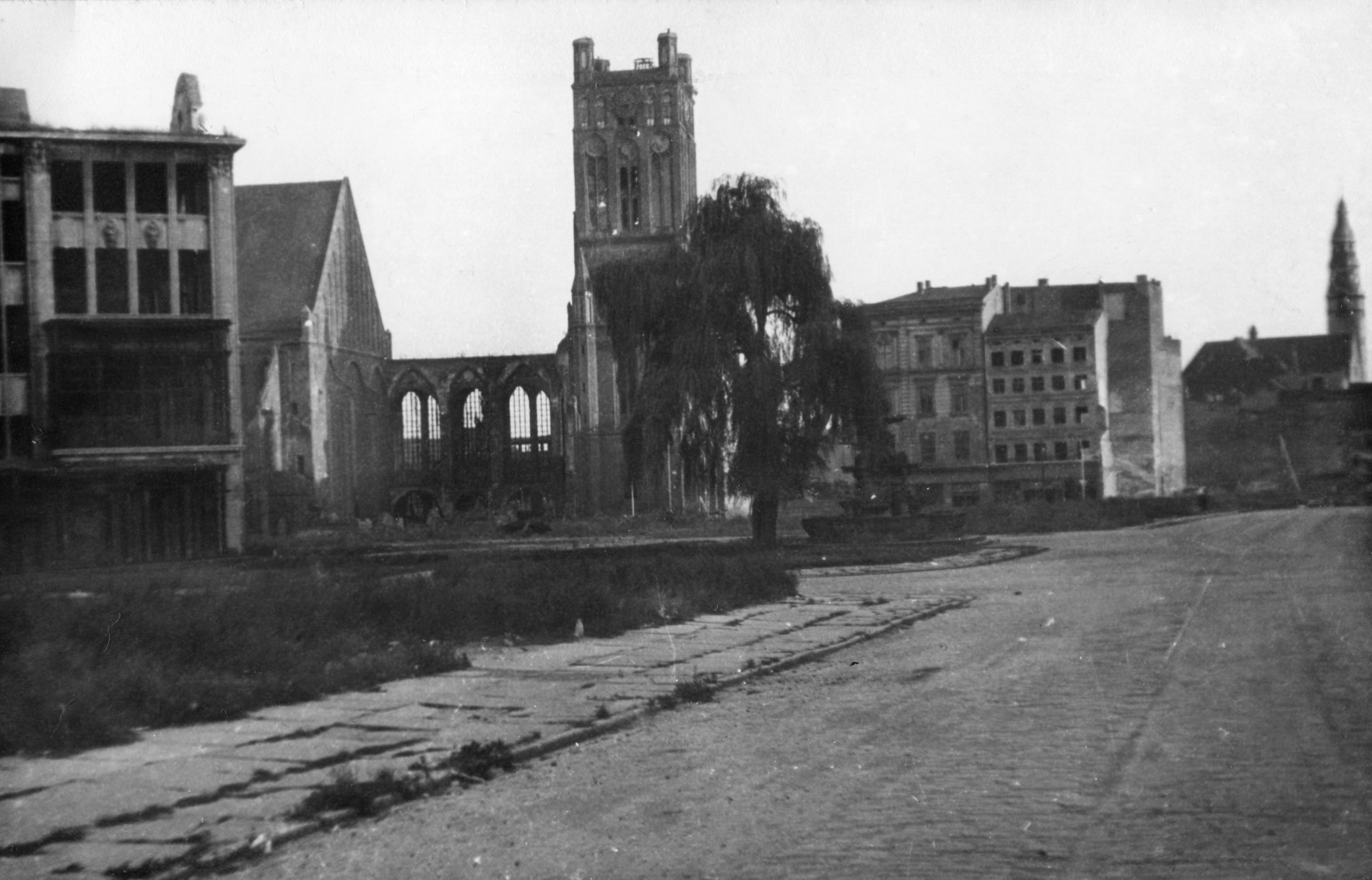
Nepoužívané tramvajové koleje na náměstí Bílého orla na Starém Městě, 1959
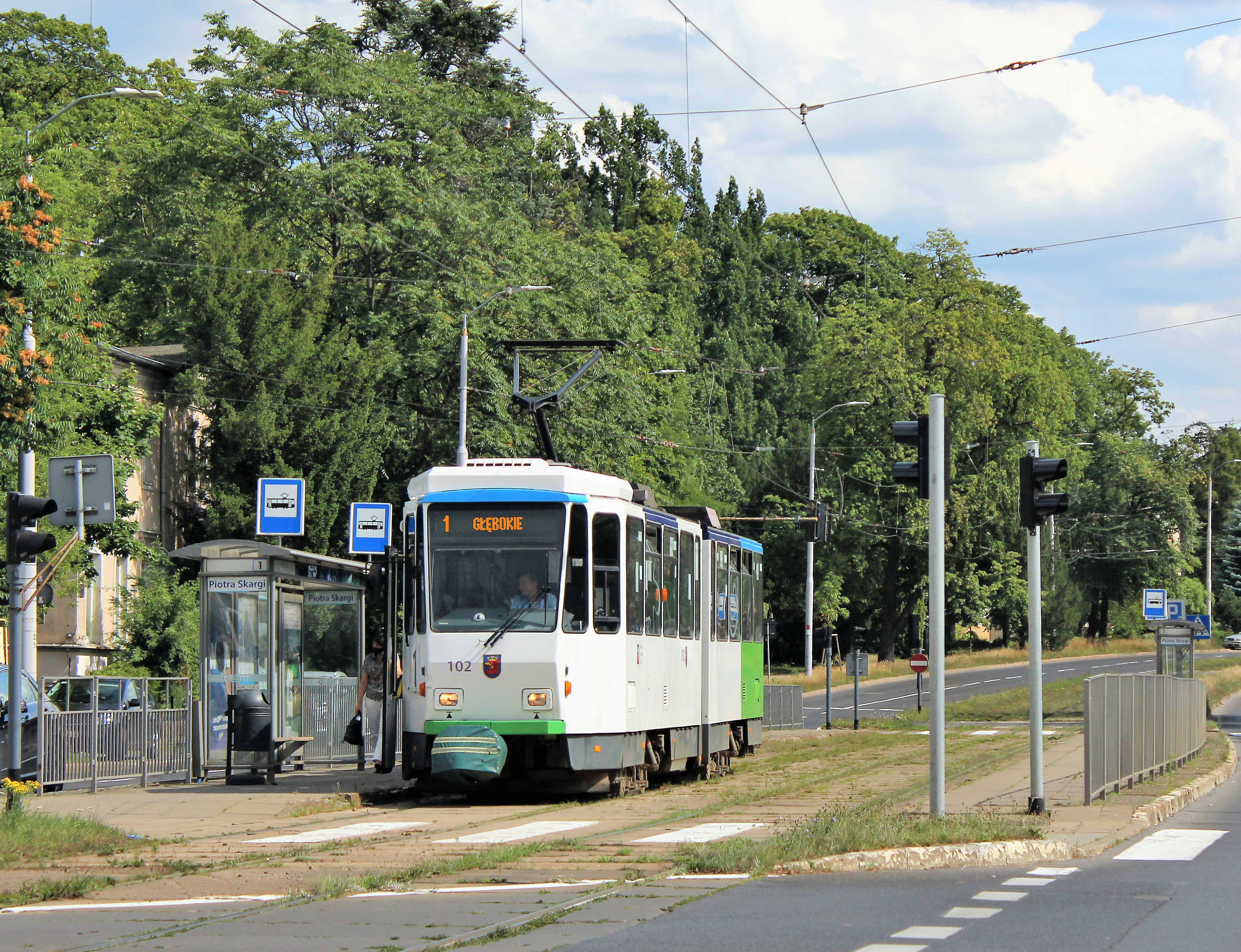
Trať na třídě Polské armády
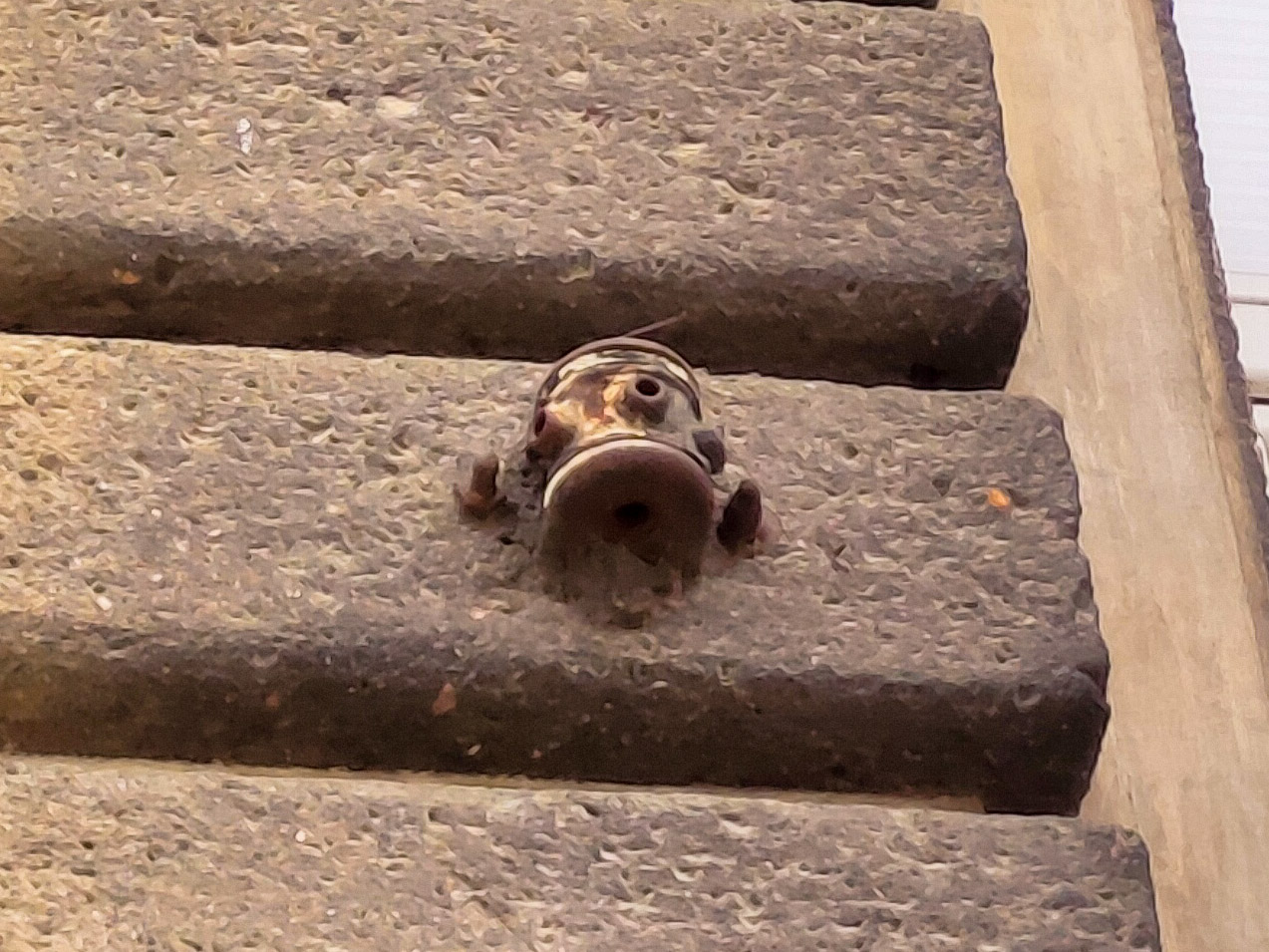
Úchyt trolejového vedení z konce 19. století na třídě Polské armády (Centrum)
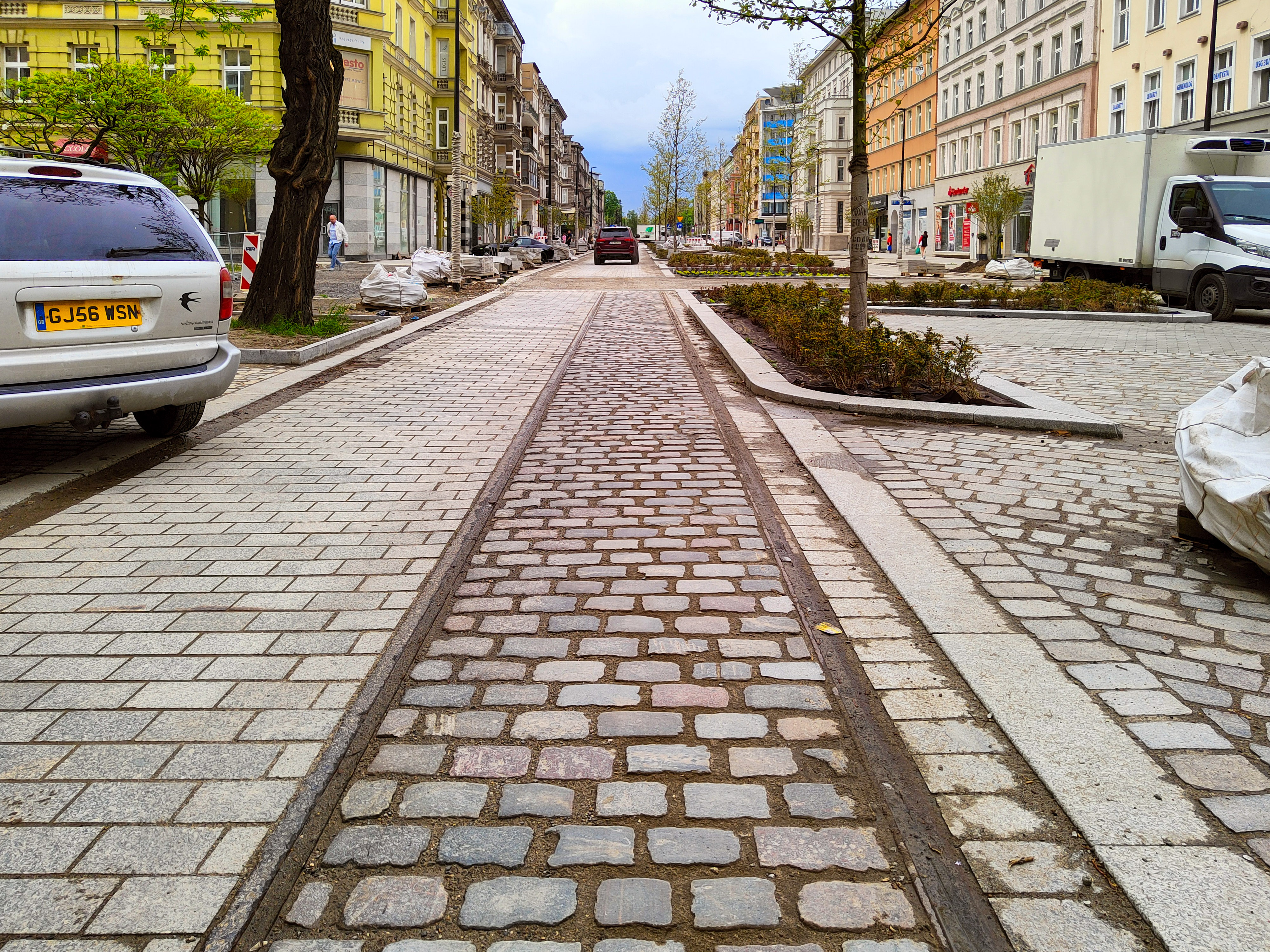
Připomínka vyřazeného úseku trasy na třídě Wojska Polskiego (Centrum)
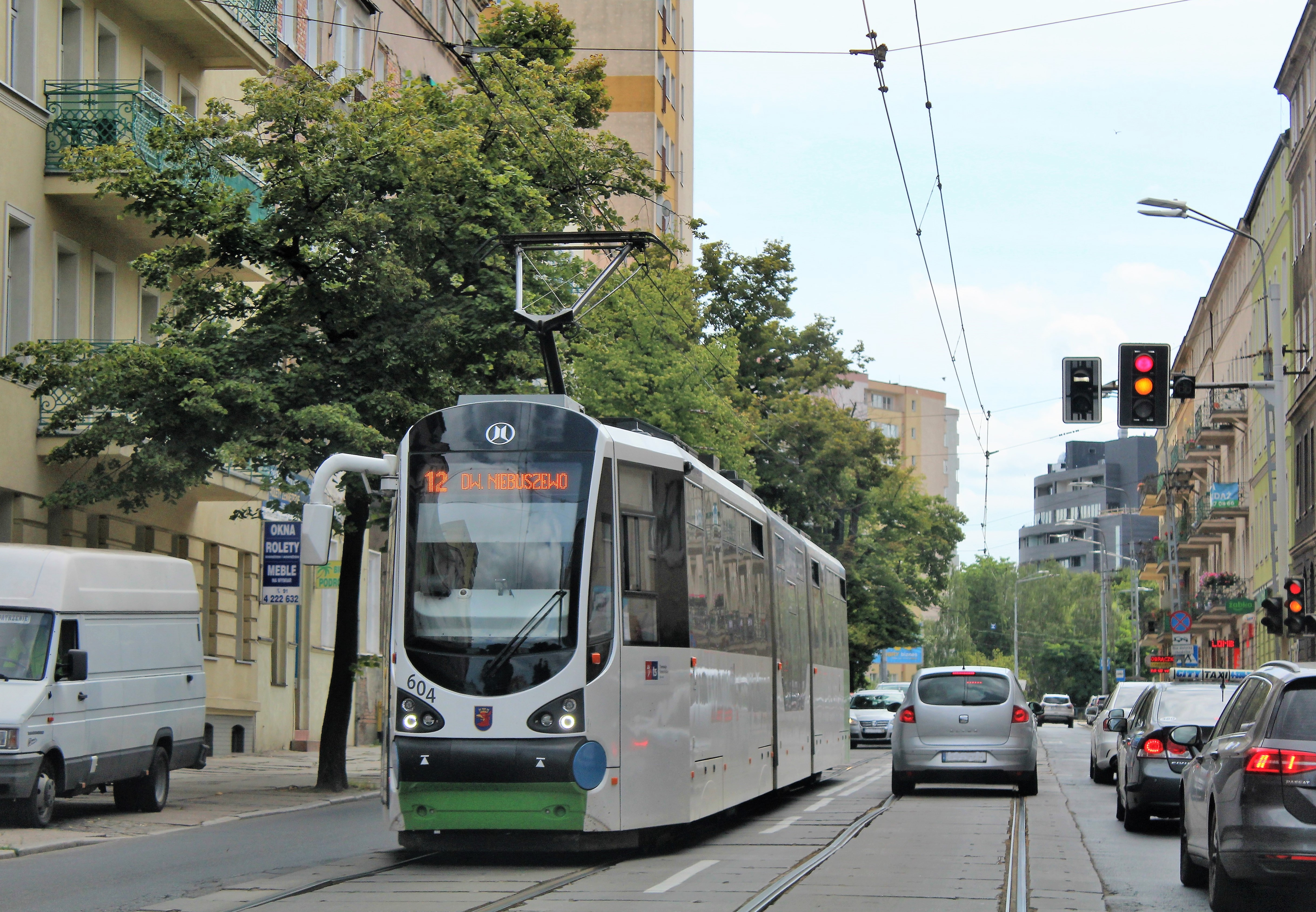
Trať na třídě Osvobození